# تورلا دی لومباردی
تورلا دی لومباردی (به ایتالیایی: Torella dei Lombardi) یک کومونه در ایتالیا است که در استان آولینو واقع شده‌است. تورلا دی لومباردی ۲۶ کیلومتر مربع مساحت و ۲٬۲۲۵ نفر جمعیت دارد و ۶۶۶ متر بالاتر از سطح دریا واقع شده‌است.

## خواهرخوانده
شهر مونتوپولی ین وال دآرنو خواهرخواندهٔ تورلا دی لومباردی هست.